# Peter I van Savoye
Peter I van Savoye (circa 1048 - 9 augustus 1078) was van 1060 tot aan zijn dood graaf van Savoye en markgraaf van Turijn. Hij behoorde tot het huis Savoye.

## Levensloop
Peter I was de oudste zoon van graaf Otto van Savoye uit diens huwelijk met Adelheid van Susa, dochter van markgraaf Manfred II Olderik van Turijn. 
Na de dood van zijn vader rond 1060 werd hij graaf van Savoye en markgraaf van Turijn. Peter regeerde enkel in naam, de echte macht lag namelijk bij zijn moeder. Kort voor zijn dood in augustus 1078 verbond hij zich met bisschop Cunibert van Turijn, in een poging om abt Benedictus II uit de Sint-Michaëlsabdij in Sant'Ambrogio di Torino te verdrijven.
Peter huwde rond 1065 met Agnes (1052-1089), waarschijnlijk een dochter van graaf Willem VII van Aquitanië. Ze kregen enkel dochters:
- Agnes (overleden na 1110), huwde in 1080 met Frederik van Luxemburg, markgraaf van Susa
- Alix (overleden rond 1111), huwde met markgraaf Bonifatius I van Saluzzo (-1130).

Omdat hij geen zonen had, werd hij als graaf van Savoye opgevolgd door zijn broer Amadeus II.